# Lista miast w Anglii

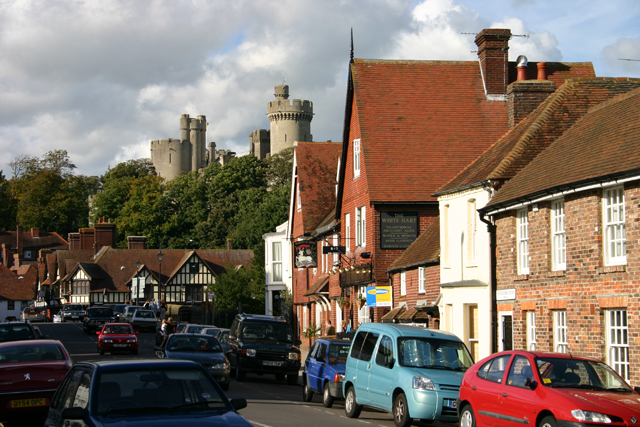
Arundel

Lista wszystkich miast w Anglii, obecnie jest ich 904. Miasta pogrubioną czcionką posiadają status „city”.

## A
Abingdon, Accrington, Acle, Adlington, Alcester, Aldeburgh, Aldershot, Aldridge, Alford, Alfreton, Allendale, Alnwick, Alsager, Alston, Alton, Altrincham, Amble, Amersham, Amesbury, Ampthill, Andover, Appleby-in-Westmorland, Arlesey, Arundel, Ashbourne, Ashburton, Ashby-de-la-Zouch, Ashford (Kent), Ashford (Surrey), Ashington, Ashton-in-Makerfield, Ashton-under-Lyne, Askern, Aspatria, Atherstone, Attleborough, Axbridge, Axminster, Aylesbury, Aylsham

## B

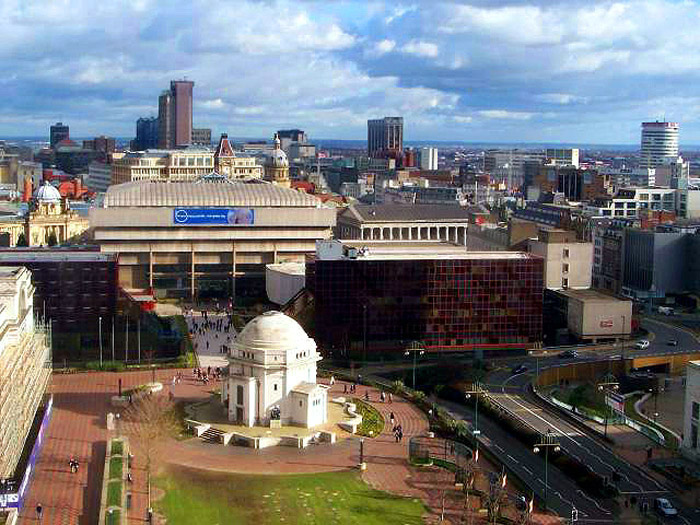
Birmingham

Bacup, Bakewell, Baldock, Banbury, Barking, Barnard Castle, Barnet, Barnoldswick, Barnsley, Barnstaple, Barrow-in-Furness, Barton-upon-Humber, Basildon, Basingstoke, Bath, Batley, Battle, Bawtry, Beaconsfield, Beaminster, Bebington, Beccles, Bedale, Bedford, Bedlington, Bedworth, Beer, Beeston, Belper, Bentham, Berkhamsted, Berwick-upon-Tweed, Beverley, Bewdley, Bexhill, Bicester, Biddulph, Bideford, Biggleswade, Billericay, Bilston, Bingham, Bingley, Birkenhead, Birmingham, Bishop Auckland, Bishop’s Castle, Bishop’s Stortford, Bishop’s Waltham, Blackburn, Blackheath, Blackpool, Blandford Forum, Bletchley, Bloxwich, Blyth, Bodmin, Bognor Regis, Bollington, Bolsover, Bolton, Bootle, Borehamwood, Boston, Bottesford (Leicestershire), Bottesford (Lincolnshire), Bourne, Bournemouth, Brackley, Bracknell, Bradford, Bradford on Avon, Brading, Bradley Stoke, Bradninch, Braintree, Brentford, Brentwood, Bridgnorth, Bridgwater, Bridlington, Bridport, Brierley, Brierley Hill, Brigg, Brighouse, Brightlingsea, Brighton, Bristol, Brixham, Broadstairs, Bromley, Bromsgrove, Bromyard, Brownhills, Buckfastleigh, Buckingham, Bude, Budleigh Salterton, Bungay, Buntingford, Burford, Burgess Hill, Burnham-on-Crouch, Burnham-on-Sea, Burnley, Burntwood, Burton Latimer, Burton upon Trent, Bury, Bury St Edmunds, Buxton

## C

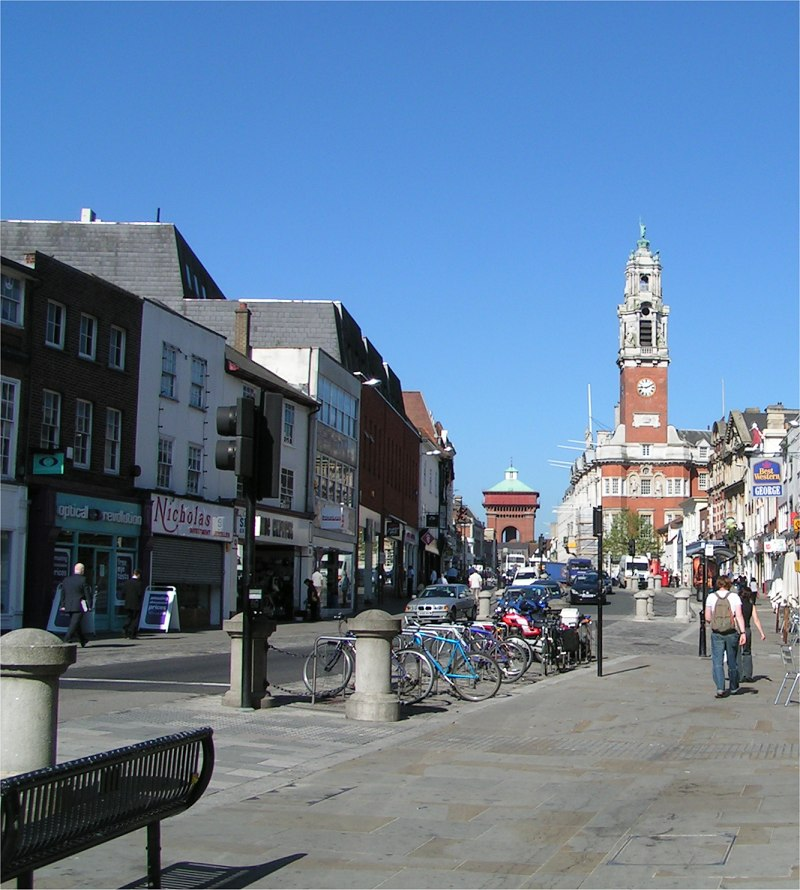
Colchester

Caistor, Calne, Camberley, Camborne, Cambridge, Camelford, Cannock, Canterbury, Carlisle, Carnforth, Carterton, Castle Cary, Castleford, Chadderton, Chagford, Chard, Charlbury, Charlestown, Chatham, Chatteris, Chelmsford, Cheltenham, Chesham, Cheshunt, Chester, Chesterfield, Chester-le-Street, Chichester, Chippenham, Chipping Campden, Chipping Norton, Chipping Ongar, Chipping Sodbury, Chorley, Christchurch, Church Stretton, Cinderford, Cirencester, Clacton-on-Sea, Cleator Moor, Cleckheaton, Cleethorpes, Cleobury Mortimer, Clevedon, Clitheroe, Clun, Coalville, Cockermouth, Coggeshall, Colchester, Coleford, Coleshill, Colne, Congleton, Conisbrough, Consett, Corbridge, Corby,Crosby Corsham, Cotgrave, Coventry, Cowes, Cramlington, Craven Arms, Crawley, Crayford, Crediton, Crewe, Crewkerne, Cromer, Crook, Crowborough, Crowle, Crowthorne, Croydon, Cuckfield, Cullompton

## D
Dagenham, Dalton-in-Furness, Darlaston, Darley Dale, Darlington, Dartford, Dartmouth, Darwen, Daventry, Dawley, Dawlish, Deal, Denton, Derby, Dereham, Desborough, Devizes, Dewsbury, Didcot, Dinnington, Diss, Doncaster, Dorchester, Dorking, Dover, Downham Market, Driffield, Dronfield, Droitwich Spa, Droylsden, Dudley, Dukinfield, Dunstable, Durham, Dursley

## E

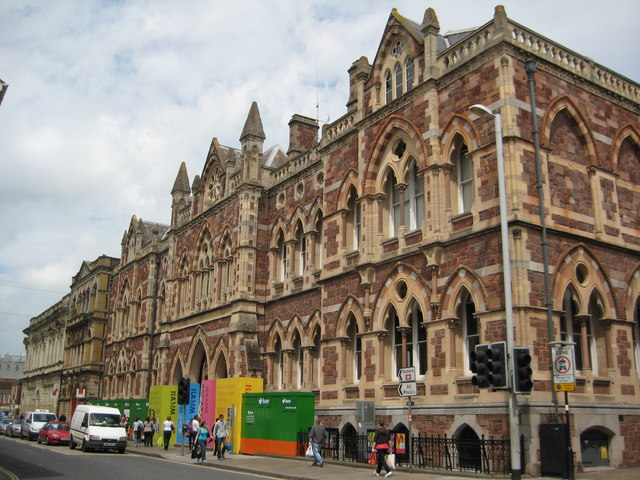
Exeter

Ealing, Earley, Easingwold, Eastbourne, East Grinstead, East Ham, Eastleigh, Eastwood (Essex), Eastwood (Nottinghamshire), Edenbridge, Egham, Egremont, Ellesmere, Ellesmere Port, Ely, Enfield Town, Epping, Epsom, Epworth, Erith, Esher, Eston, Eton, Evesham, Exeter, Exmouth, Eye

## F
Failsworth, Fairford, Fakenham, Falmouth, Fareham, Faringdon, Farnborough, Farnham, Farnworth, Faversham, Featherstone, Felixstowe, Fenny Stratford, Ferndown, Ferryhill, Filey, Filton, Fleet, Fleetwood, Flitwick, Folkestone, Fordingbridge, Fordwich, Fortuneswell, Fowey, Framlingham, Frinton-on-Sea, Frodsham, Frome

## G
Gainsborough, Garstang, Gateshead, Gillingham (Dorset), Gillingham (Kent), Glastonbury, Glossop, Gloucester, Godalming, Godmanchester, Goole, Gosport, Grange-over-Sands, Grantham, Gravesend, Grays, Great Dunmow, Great Torrington, Great Yarmouth, Grimsby, Guildford, Guisborough

## H

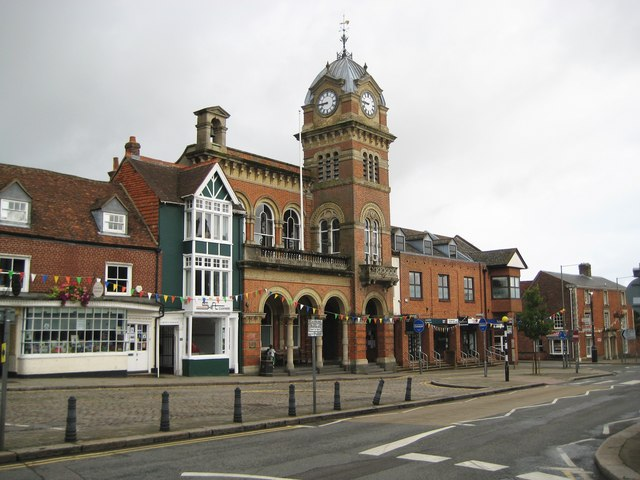
Hungerford

Hackney, Hadleigh, Hailsham, Halesowen, Halesworth, Halewood, Halifax, Halstead, Haltwhistle, Hammersmith, Harlow, Harpenden, Harrogate, Harrow, Hartlepool, Harwich, Haslemere, Hastings, Hatfield (Hertfordshire), Hatfield (South Yorkshire), Havant, Haverhill, Hawes, Hayle, Haywards Heath, Heanor, Heathfield, Hebden Bridge, Hedon, Helmsley, Helston, Hemel Hempstead, Hemsworth, Henley-in-Arden, Henley-on-Thames, Hendon, Hereford, Herne Bay, Hertford, Hessle, Heswall, Hetton-le-Hole, Hexham, Heywood, Higham Ferrers, Highbridge, Highworth, High Wycombe, Hinckley, Hitchin, Hoddesdon, Holmfirth, Holsworthy, Honiton, Horley, Horncastle, Hornsea, Horsham, Horwich, Houghton-le-Spring, Hounslow, Hove, Howden, Hoylake, Hucknall, Huddersfield, Hugh Town, Hungerford, Hunstanton, Huntingdon, Hyde, Hythe (Hampshire), Hythe (Kent)

## I

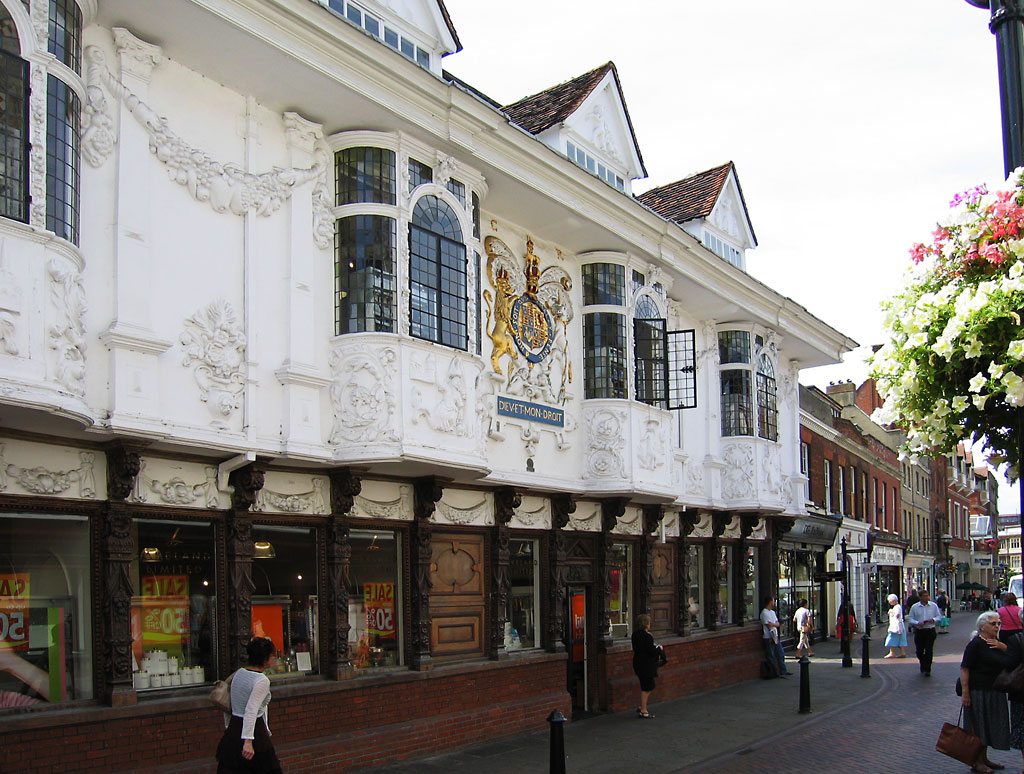
Ipswich

Ilford, Ilfracombe, Ilkeston, Ilkley, Ilminster, Immingham, Ipswich, Irthlingborough, Ivybridge

## J
Jarrow

## K
Keighley, Kempston, Kendal, Kenilworth, Kesgrave, Keswick, Kettering, Keynsham, Kidderminster, Kidsgrove, Killingworth, Kimberley, Kingsbridge, King’s Lynn, Kingston upon Hull, Kingston upon Thames, Kington, Kingswood, Kirkby, Kirkby Lonsdale, Kirkby Stephen, Kirkham, Kirton in Lindsey, Knaresborough, Knottingley, Knutsford

## L

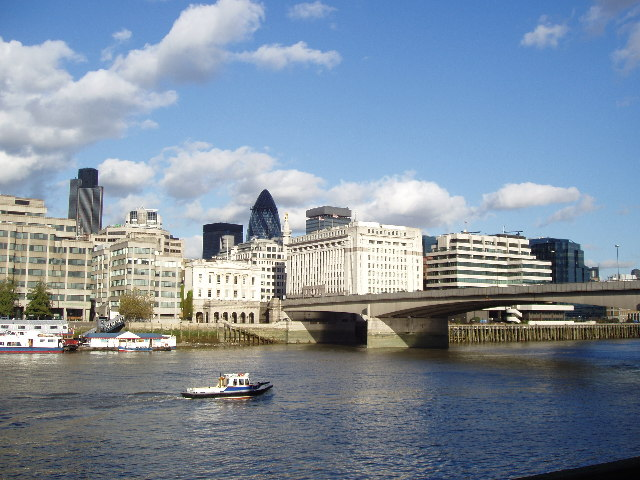
Londyn

Lancaster, Langport, Launceston, Leatherhead, Lechlade-on-Thames, Ledbury, Leeds, Leek, Leicester, Leigh-on-Sea, Leighton Buzzard, Leiston, Leominster, Letchworth Garden City, Lewes, Leyburn, Leyland, Leyton, Lichfield, Lincoln, Liskeard, Littlehampton, Liverpool, Loftus, Londyn, Long Eaton, Longridge, Looe, Lostwithiel, Loughborough, Loughton, Louth, Lowestoft, Ludlow, Luton, Lutterworth, Lydd, Lydney, Lyme Regis, Lymington, Lynton, Lytham St Anne’s

## M

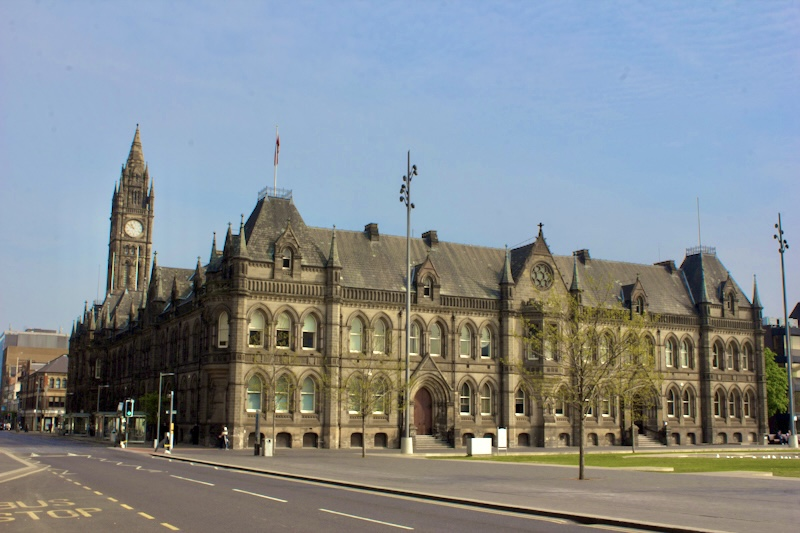
Middlesborough

Mablethorpe, Macclesfield, Madeley, Maghull, Maidenhead, Maidstone, Maldon, Malmesbury, Maltby, Malton, Malvern, Manchester, Manningtree, Mansfield, Marazion, March, Margate, Market Deeping, Market Drayton, Market Harborough, Market Rasen, Market Weighton, Marlborough, Marlow, Maryport, Matlock, Melksham, Melton Mowbray, Mexborough, Middleham, Middlesbrough, Middleton, Middlewich, Midhurst, Midsomer Norton, Millom, Milton Keynes, Minehead, Modbury, Morecambe, Moretonhampstead, Moreton-in-Marsh, Morley, Morpeth, Mossley, Much Wenlock

## N
Nailsea, Nailsworth, Nantwich, Needham Market, Neston, Newark-on-Trent, Newbiggin-by-the-Sea, Newbury, Newcastle-under-Lyme, Newcastle upon Tyne, Newent, Newhaven, Newmarket, New Mills, New Milton, Newport (Shropshire), Newport (Wight), Newport Pagnell, Newquay, New Romney, Newton Abbot, Newton Aycliffe, Newton-le-Willows, Normanton, Northallerton, Northam, Northampton, Northleach, North Petherton, North Shields, North Walsham, Northwich, Norwich, Nottingham, Nuneaton

## O
Oakengates, Oakham, Okehampton, Oldbury, Oldham, Ollerton, Olney, Ormskirk, Orpington, Ossett, Oswaldtwistle, Oswestry, Otley, Ottery St Mary, Oundle, Oksford

## P

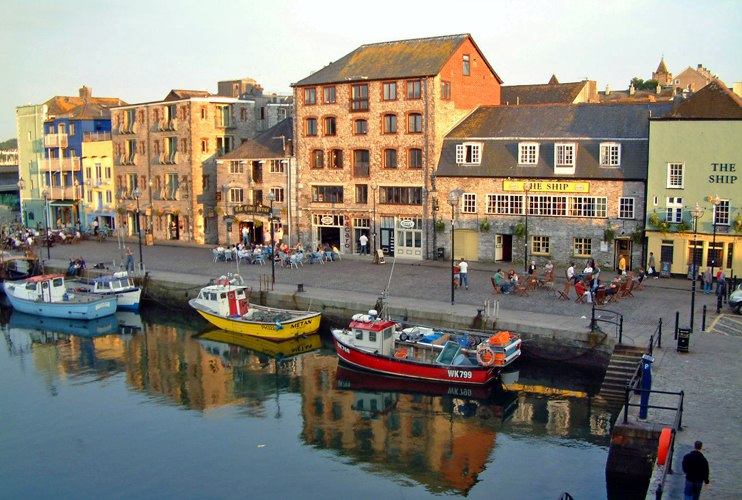
Plymouth

Paddock Wood, Padstow, Paignton, Painswick, Patchway, Peacehaven, Penistone, Penrith, Penryn, Penzance, Pershore, Peterborough, Peterlee, Petersfield, Petworth, Pickering, Plymouth, Pocklington, Pontefract, Polegate, Poole, Porthleven, Portishead, Portslade, Portsmouth, Potters Bar, Potton, Poulton-le-Fylde, Prescot, Preston, Princes Risborough, Prudhoe, Pudsey

## Q
Queenborough

## R

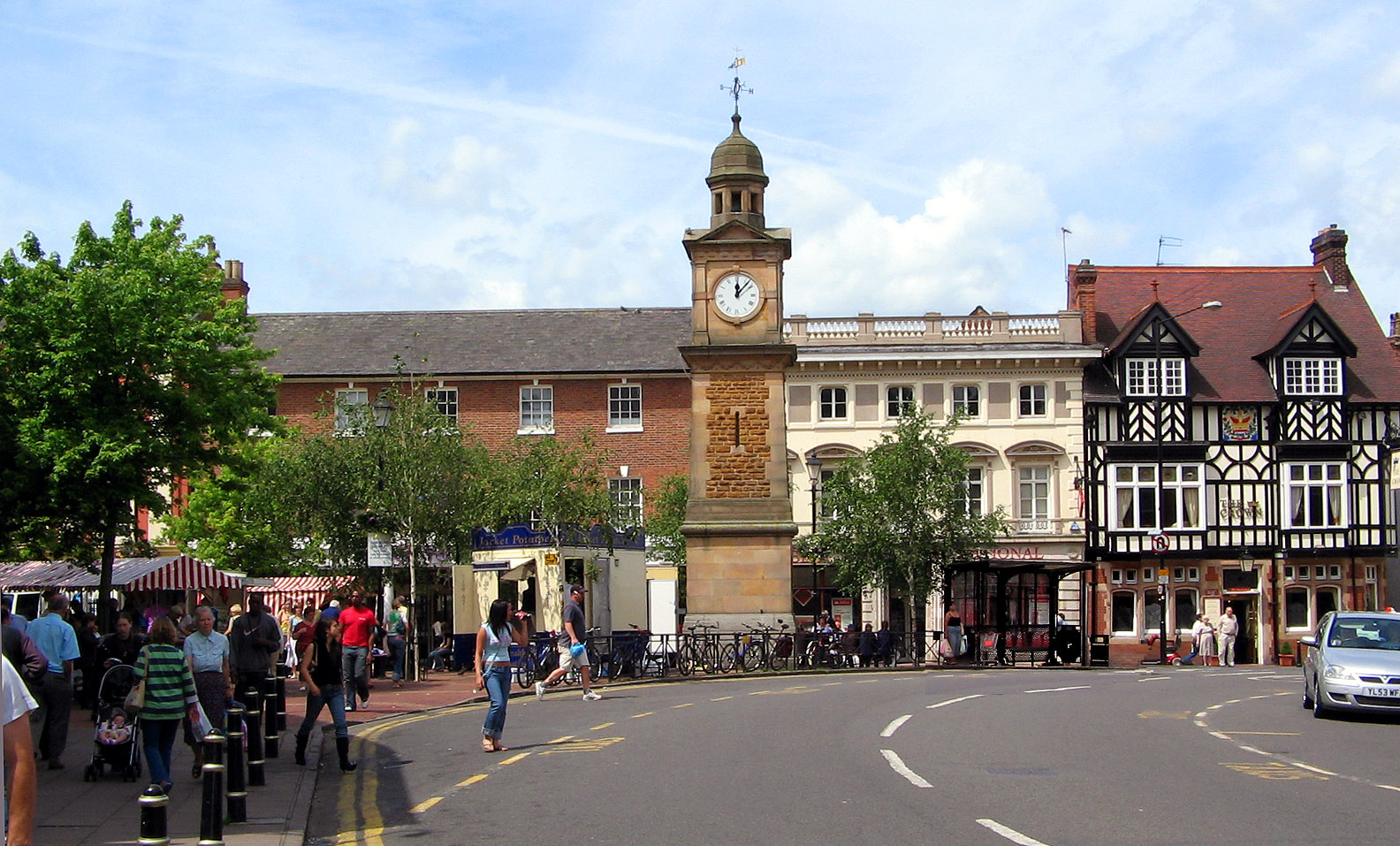
Rugby

Radstock, Ramsbottom, Ramsgate, Raunds, Rawtenstall, Rayleigh, Reading, Redcar, Redditch, Redhill, Redruth, Reeth, Reigate, Retford, Richmond (North Yorkshire), Richmond (Londyn), Rickmansworth, Ringwood, Ripley, Ripon, Robin Hood’s Bay, Rochdale, Rochester, Rochford, Romford, Romsey, Ross-on-Wye, Rothbury, Rotherham, Rothwell (Northamptonshire), Rothwell (West Yorkshire), Rowley Regis, Royal Leamington Spa, Royal Tunbridge Wells, Royal Wootton Bassett, Royston (South Yorkshire), Royston (Hertfordshire), Rugby, Rugeley, Runcorn, Rushden, Ryde, Rye

## S

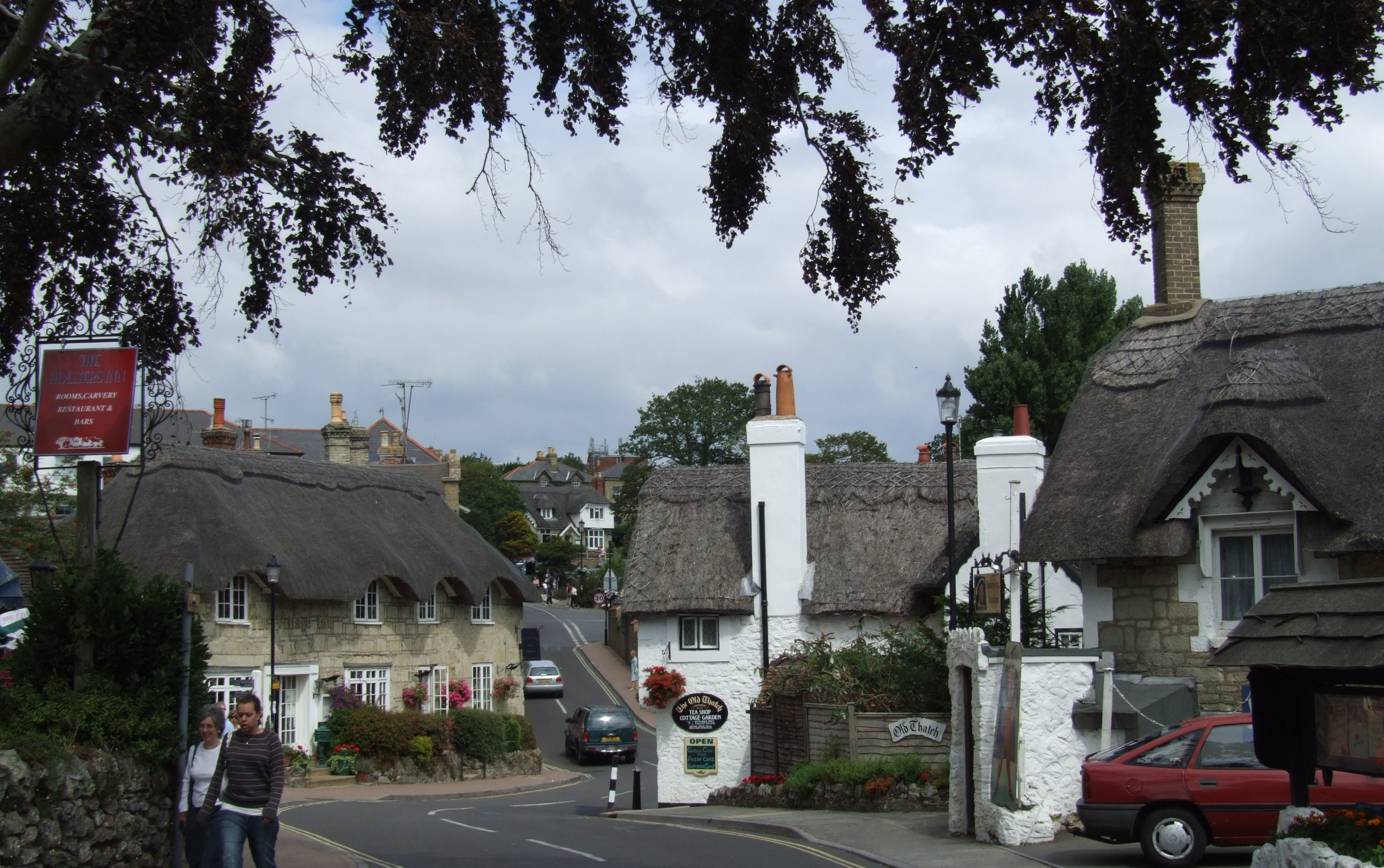
Shanklin

Saffron Walden, Saint Albans, St Austell, St Blazey, St Columb Major, St Helens, St Ives (Cambridgeshire), St Ives (Cornwall), St Just, St Neots, Salcombe, Sale, Salford, Salisbury, Saltash, Saltburn-by-the-Sea, Sandbach, Sandhurst, Sandown, Sandwich, Sandy, Sawbridgeworth, Saxmundham, Scarborough, Scunthorpe, Seaford, Seaton, Sedgefield, Sedgley, Selby, Selsey, Settle, Sevenoaks, Shaftesbury, Shanklin, Sheerness, Sheffield, Shepshed, Shepton Mallet, Sherborne, Sheringham, Shildon, Shipley, Shipston-on-Stour, Shoreham-by-Sea, Shrewsbury, Sidmouth, Silloth, Sittingbourne, Skegness, Skelmersdale, Skipton, Sleaford, Slough, Smethwick, Snodland, Soham, Solihull, Somerton, Southall, Southam, Southampton, Southborough, Southend-on-Sea, South Molton, Southport, South Shields, Southwell, Southwold, South Woodham Ferrers, Sowerby Bridge, Spalding, Spennymoor, Spilsby, Stafford, Staines, Stainforth, Stalybridge, Stamford, Stanley, Stapleford, Staveley, Stevenage, Stockport, Stocksbridge, Stockton-on-Tees, Stoke-on-Trent, Stone, Stony Stratford, Stourbridge, Stourport-on-Severn, Stowmarket, Stow-on-the-Wold, Stratford-upon-Avon, Streatham, Strood, Stroud, Sudbury, Sunderland, Sutton, Royal Sutton Coldfield, Sutton in Ashfield, Swadlincote, Swaffham, Swanage, Swanley, Swindon, Swinton (Wielki Manchester), Swinton (South Yorkshire)

## T

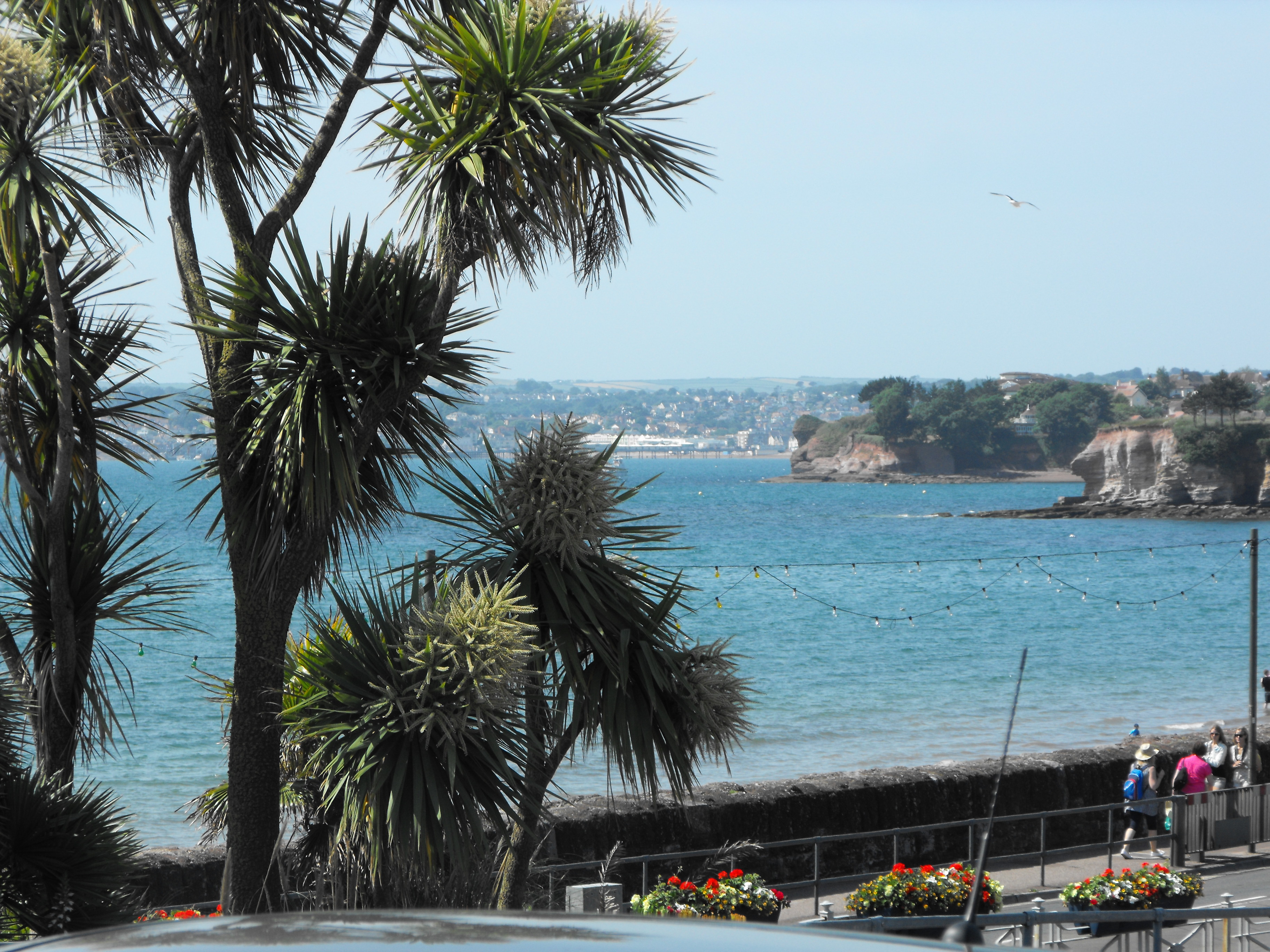
Widok z Torquay na Brixham

Tadcaster, Tadley, Tamworth, Taunton, Tavistock, Teignmouth, Telford, Tenbury Wells, Tenterden, Tetbury, Tewkesbury, Thame, Thatcham, Thaxted, Thetford, Thirsk, Thornaby, Thornbury, Thorne, Thrapston, Tickhill, Tilbury, Tipton, Tiverton, Todmorden, Tonbridge, Torpoint, Torquay, Totnes, Tottenham, Tottington, Totton and Eling, Towcester, Tring, Trowbridge, Truro, Twickenham

## U
Uckfield, Ulverston, Uppingham, Upton upon Severn, Urmston, Uttoxeter, Uxbridge

## V
Ventnor, Verwood

## W

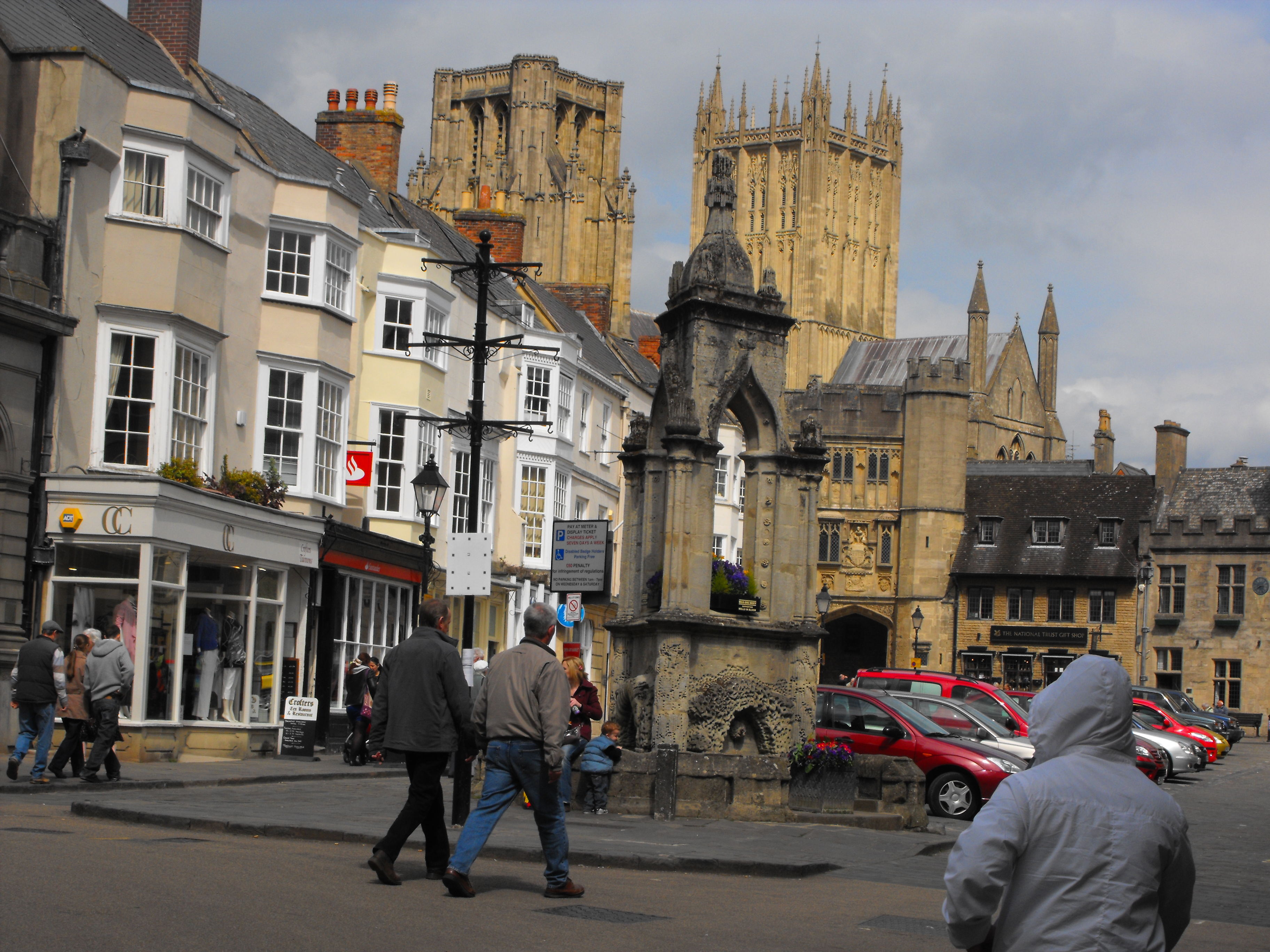
Wells

Wadebridge, Wadhurst, Wakefield, Wallasey, Wallingford, Walmer, Walsall, Waltham Abbey, Waltham Cross, Walthamstow, Walton-on-Thames, Walton-on-the-Naze, Wandsworth, Wantage, Ware, Wareham, Warminster, Warrington, Warwick, Washington, Watchet, Waterlooville, Watford, Wath upon Dearne, Watton, Wavertree, Wednesbury, Wednesfield, Wellingborough, Wellington (Somerset), Wellington (Shropshire), Wells, Wells-next-the-Sea, Welwyn Garden City, Wem, Wendover, West Bromwich, Westbury, Westerham, West Ham, Westhoughton, West Mersea, Westminster, Weston-super-Mare, Westward Ho! Wetherby, Weybridge, Weymouth, Whaley Bridge, Whiston, Whitby, Whitchurch (Hampshire), Whitchurch (Shropshire), Whitehaven, Whitley Bay, Whitnash, Whitstable, Whitworth, Wickford, Widnes, Wigan, Wigston, Willenhall, Wimbledon, Wimborne Minster, Wincanton, Winchcombe, Winchelsea, Winchester, Windermere, Windsor, Winsford, Winslow, Wisbech, Witham, Withernsea, Witney, Wivenhoe, Woburn, Woking, Wokingham, Wolverhampton, Wombwell, Woodbridge, Woodstock, Wooler, Woolwich, Worcester, Workington, Worksop, Worthing, Wotton-under-Edge, Wymondham

## Y
Yarm, Yarmouth, Yate, Yateley, Yeadon, Yeovil, York